# Josef Klein (Leichtathlet)
Josef Friedrich Karl Klein (* 12. November 1916 in Wien, Österreich-Ungarn; † 2. November 1941 in Königsberg, Deutsches Reich) war ein tschechoslowakischer Leichtathlet, der im Speerwurf und Zehnkampf antrat.

## Werdegang
Bei den Olympischen Spielen 1936 in Berlin ging Klein in beiden Disziplinen an den Start. Im Speerwurf erreichte Klein in der Qualifikation in drei Versuchen lediglich eine Bestweite von 50,0 Metern und blieb hinter seiner im selben Jahr aufgestellten persönlichen Bestweite von 62,22 Metern. Damit verpasste er als 25. unter 28 Teilnehmern den Einzug in die nächste Runde klar. Im Zehnkampf gelang es Klein, den Wettkampf zu beenden und belegte mit 5883 Punkten Rang 16.
Zwei Jahre nach den Spielen schloss er sein 1935 begonnenes Bachelorstudium in modernen und mittelalterlichen Sprachen am Emmanuel College in Cambridge ab. Klein, der im Zweiten Weltkrieg dem Tschechoslowakischen Widerstand angehört haben soll, starb 1941 in Königsberg kurz nach der Entlassung aus einem Gefängnis, in dem er gefoltert worden sein soll.